# Peyton Driscoll
Peyton Driscoll is een personage uit de televisieserie CSI: NY. Ze wordt gespeeld door Claire Forlani.
Dr. Peyton Driscoll is een van de lijkschouwers van de New Yorkse politie. Ze komt oorspronkelijk uit Londen, Engeland. Hoewel ze voor het eerst verscheen in aflevering 301 (People With Money), wordt verondersteld dat ze al langer in New York werkt. Ze is een collega geweest van zowel Dr. Sid Hammerback als Sheldon Hawkes voor verscheidene jaren. Ze beschouwt zichzelf als “een beetje beschermend” (aflevering 307, "Muder Sings the Blues").
Dr. Driscoll kreeg een relatie met de CSI-hoofdinspecteur Mac Taylor. De moeilijkheden die ze hadden werden meerdere malen duidelijk. Plannen om samen een keer uit eten te gaan, werden voortdurend verstoord door hun werk (aflevering 301, "People With Money," 316, "Heart of Glass," et al.) Taylor wilde bovendien hun relatie geheimhouden, of in elk geval beperken onder werktijd. Dat terwijl zij juist meer open wilde zijn over hun relatie. In aflevering 316 ("Heart of Glass") maakten ze hun relatie bekend aan hun collega’s en niemand had enig bezwaar.